# Amadeo Bordiga
Amadeo Bordiga (født 13. juni 1889 i Resina, Italien, død 24. juli 1970 i Formia) var en italiensk kommunist. Han var ingeniør, medlem af det italienske socialistparti (Partito Socialista Italiano, PSI) og stifter af studiekredsen Karl Marx i Napoli i 1912. 